# ماغدا بورتال
ماغدا بورتال (بالإنجليزية: Magda Portal)‏ (27 مايو 1900، ليما في بيرو - 11 يوليو 1989، ليما في بيرو)؛ كاتِبة وشاعرة بيروفية. درست في جامعة سان ماركوس الوطنية.